# Museo de Historia del Arte de Viena

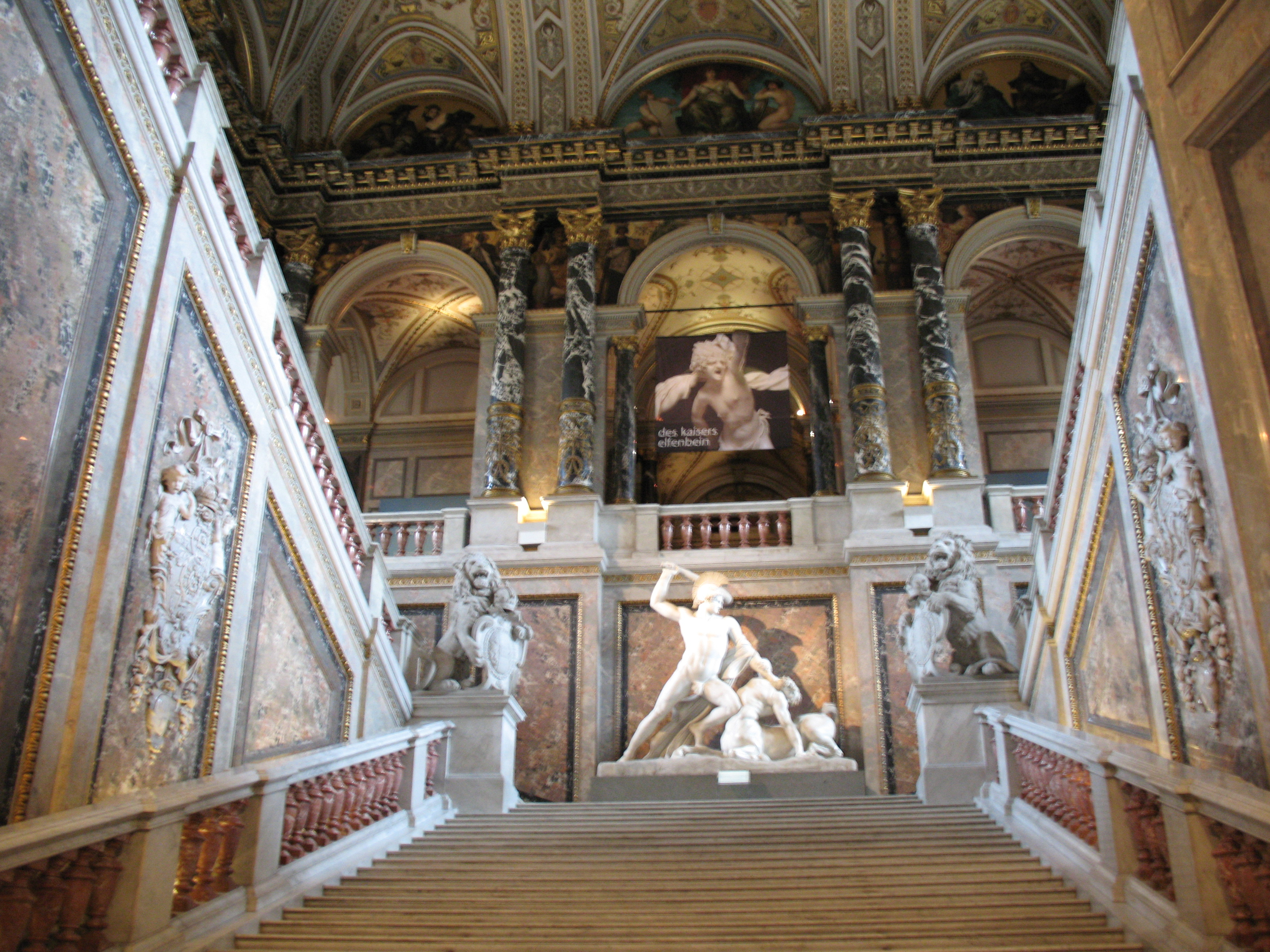
Escalera principal del Museo de Historia del Arte.

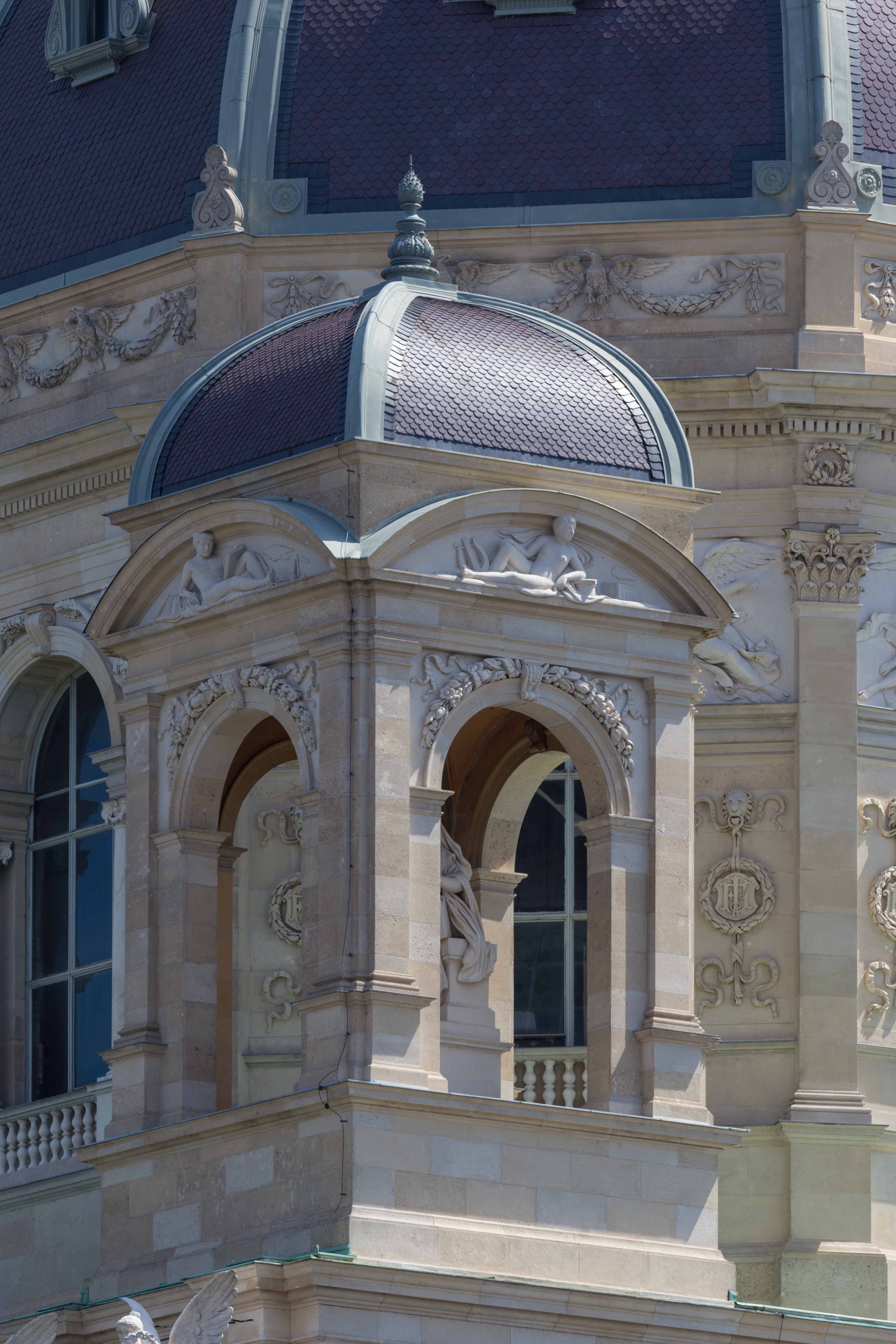
Un detalle de la fachada, el tabernáculo

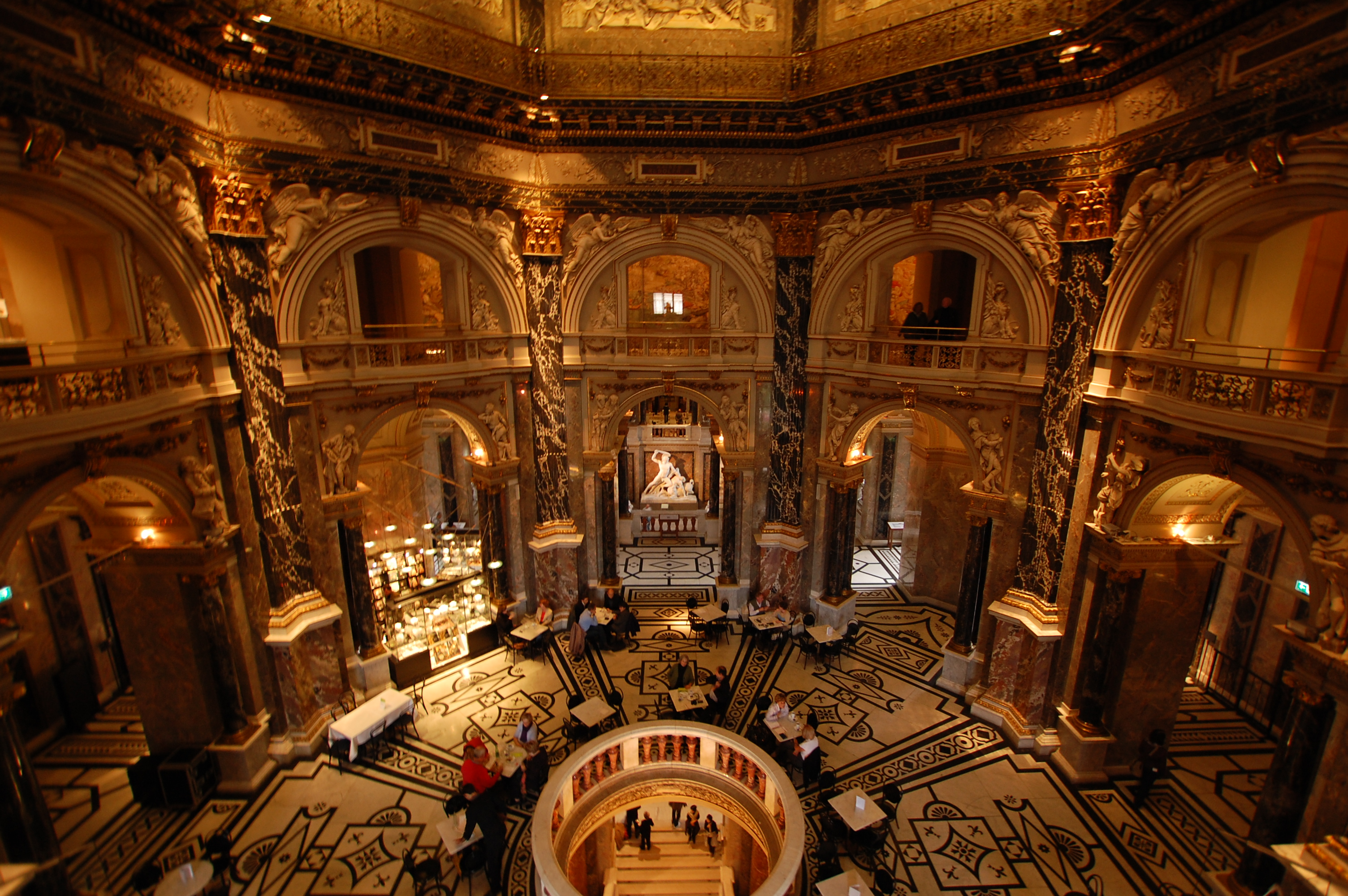
Interior del museo.

El Museo de Historia del Arte de Viena (en alemán, Kunsthistorisches Museum) es uno de los primeros museos de bellas artes y artes decorativas del mundo. Tiene por sede un palacio de la Ringstraße, coronado con una cúpula octogonal. El término Kunsthistorisches Museum se aplica tanto a la institución como a su edificio principal.
Se inauguró en 1891 al mismo tiempo que el Museo de Historia Natural (Naturhistorisches Museum) por el emperador Francisco José I de Austria-Hungría. Los dos museos tienen exteriores idénticos y están uno frente a otro flanqueando la Plaza de María Teresa. Ambos edificios fueron erigidos entre 1872 y 1891 de acuerdo a los planos diseñados por Gottfried Semper y Karl Freiherr von Hasenauer.
Los dos museos de la Ringstraße fueron encargados por el Emperador para dar un alojamiento adecuado a la formidable colección de arte de los Habsburgo y hacerla accesible al gran público. La fachada se edificó de piedra arenisca. Tiene planta rectangular y acaba en una cúpula de 60 metros de alto. Está coronado por una estatua colosal de Palas Atenea. El interior del edificio está lujosamente decorado con mármol, ornamentación de estuco, pan de oro y pinturas, haciendo de él una obra de arte por sí mismo. La escalera del Kunsthistorisches Museum estaba equipada con pinturas de Gustav Klimt, Ernst Klimt, Franz Matsch, Hans Makart y Mihály Munkácsy.
Este museo, uno de los de origen real más importantes de Europa, alberga la mejor colección mundial de Rubens y su círculo, junto con la del Museo del Prado, así como varios retratos esenciales de Velázquez, que fueron remitidos por Felipe IV de España debido a los lazos de parentesco que unían ambas cortes. Igualmente dignos de mención son los ejemplos de Rafael Sanzio, Durero, Correggio, Tiziano, Giuseppe Arcimboldo, Caravaggio y Vermeer, así como el famoso salero de Benvenuto Cellini. El grupo de pinturas de Brueghel el Viejo supone alrededor de un tercio de toda su producción.

## Colección
Las tres plantas del museo contienen variadas colecciones: arqueología, escultura, artes aplicadas, armas, numismática y medallística. Las galerías de pintura se hallan en la planta noble y el segundo piso, este último dedicado a maestros menores.
Los fondos del museo provienen principalmente de la rama austríaca de los Habsburgo: Maximiliano I coleccionó a artistas como Durero; Fernando del Tirol se dedicó a retratos y armaduras; el emperador Rodolfo II añadió más obras de Durero, Correggio y Brueghel el Viejo, aunque la mayor parte de su amplísima colección está dispersa; y, finalmente, la de pinturas que hizo Fernando III a instancias del Archiduque Leopoldo Guillermo de Habsburgo (1614-1662).
Asociados al museo de Viena, y oficialmente parte del Kunsthistorisches Museum, son las colecciones del Palacio Imperial de Hofburg. Incluyen:
- Hofjagd- und Rüstkammer (Tesoro imperial de Caza y Armería, la colección de armas y armaduras);
- Sammlung alter Musikinstrumente (Colección de instrumentos musicales antiguos);
- Museum für Völkerkunde (Museo de Etnología, asociado en 2001);
- Ephesos-Museum (Museo de Éfeso);
- Schatzkammer (Tesoro Imperial);
- Lipizzaner-Museum en el Stallburg;
- Museo del Teatro Austríaco; y
- Wagenburg und Monturdepot (El Museo de Carrozas Imperiales y Departamento de Uniformes de Corte), en un edificio auxiliar en el Palacio de Schönbrunn.

Una dependencia secundaria se encuentra en Innsbruck. En conjunto, la colección es una de las más amplias e importantes del mundo.
Entre las obras principales de su galería de pinturas están:
- Van der Weyden: Tríptico del Calvario o Tríptico de la Crucifixión, h. 1440
- Jan van Eyck: El cardenal Nicolás Albergati, 1438
- El Bosco: 
  - Cristo con la cruz a cuestas o Camino del Calvario
  - El juicio final
- Alberto Durero: 
  - Retrato de una joven veneciana, 1505
  - Adoración de la Trinidad, 1511
  - Maximiliano I, 1519
- Rafael Sanzio: Virgen del prado, 1506
- Giovanni Bellini: Mujer peinándose, 1515
- Il Correggio: Júpiter e Ío, 1531
- Il Tintoretto: Susana y los viejos, 1555-56
- Lorenzo Lotto: Retrato de joven con una lámpara, h. 1506
- Pieter Brueghel el Viejo:
  - El combate entre don Carnal y doña Cuaresma, 1559
  - Los juegos de niños, 1560
  - El suicidio de Saúl, 1562
  - La torre de Babel, 1563
  - Subida al Calvario, 1564
  - La vuelta de los rebaños (octubre-noviembre), 1565
  - Los cazadores en la nieve (diciembre-enero), 1565
  - El proverbio del buscador de nidos, 1568
  - La comida de boda, 1568/69
  - Danza de aldeanos, 1568/69
- Giuseppe Arcimboldo: El verano, 1563
- Michelangelo Merisi da Caravaggio: 
  - Virgen del Rosario, 1606/07
  - La coronación con espinas
  - David con la cabeza de Goliat
- Peter Paul Rubens: 
  - El lamento de Cristo, 1614
  - Tríptico de san Ildefonso, 1630-32
  - Helena Fourment saliendo del baño (La pequeña piel), 1638
- Tiziano
  - Madonna zingarella, 1512
  - Violante, 1515
  - Tarquinio e Lucrezia, 1515
  - Giovane donna con veste nera, 1515
  - Madonna delle Ciliegie, 1516-1518
  - Madonna col Bambino tra i santi Stefano, Girolamo e Maurizio, 1520 circa
  - Ritratto d'uomo, 1520
  - Bravo, 1520
  - Retrato de Isabel de Este, 1534-1536
  - Dánae, 1554
- Velázquez:
  - El príncipe Felipe Próspero, 1659
  - La infanta María Teresa de España  o Retrato de la infanta María Teresa a los catorce años, 1652.
- Johannes Vermeer: El arte de la pintura o El pintor en su taller, 1665/66

## Galería de imágenes

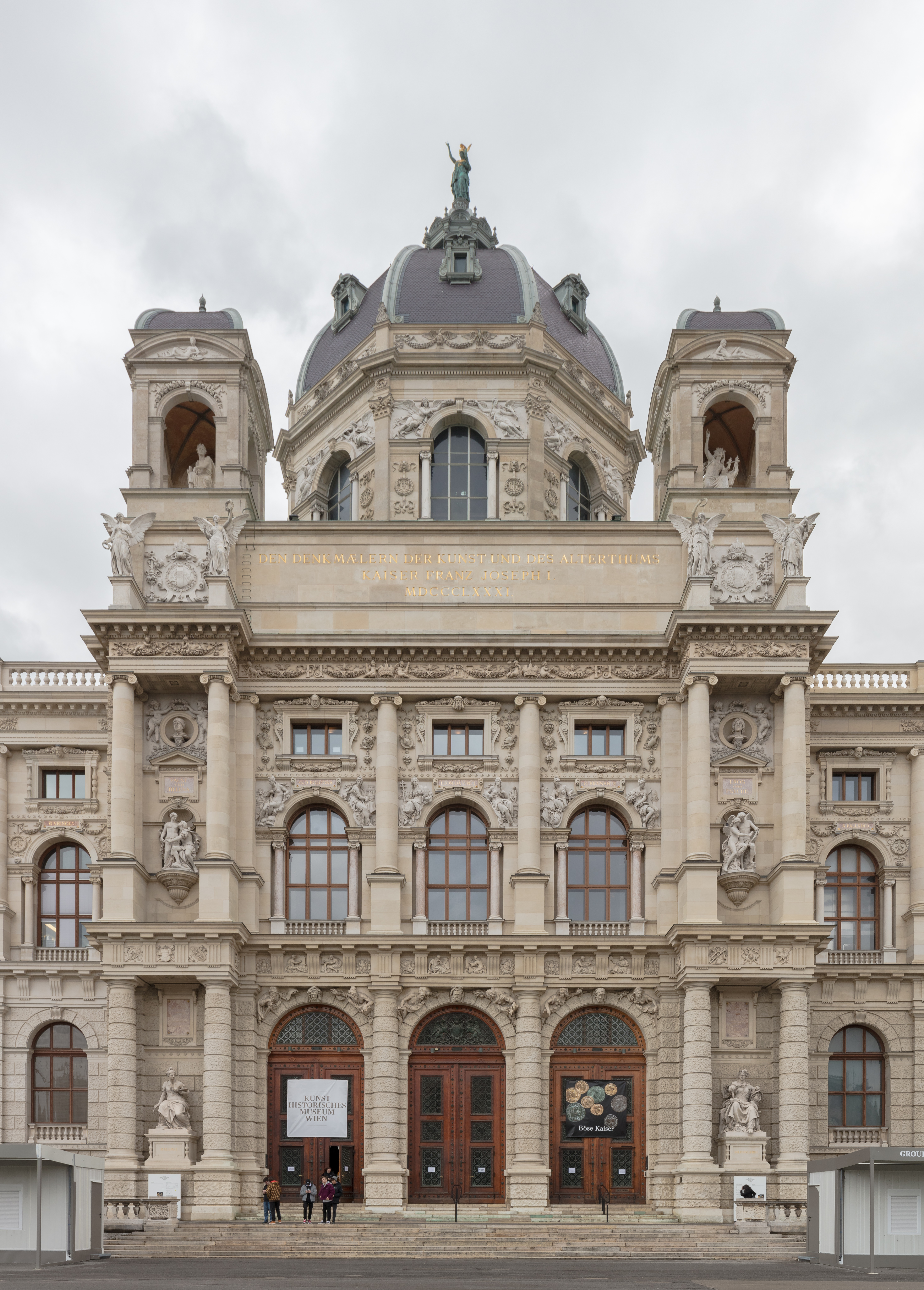
Entrada.
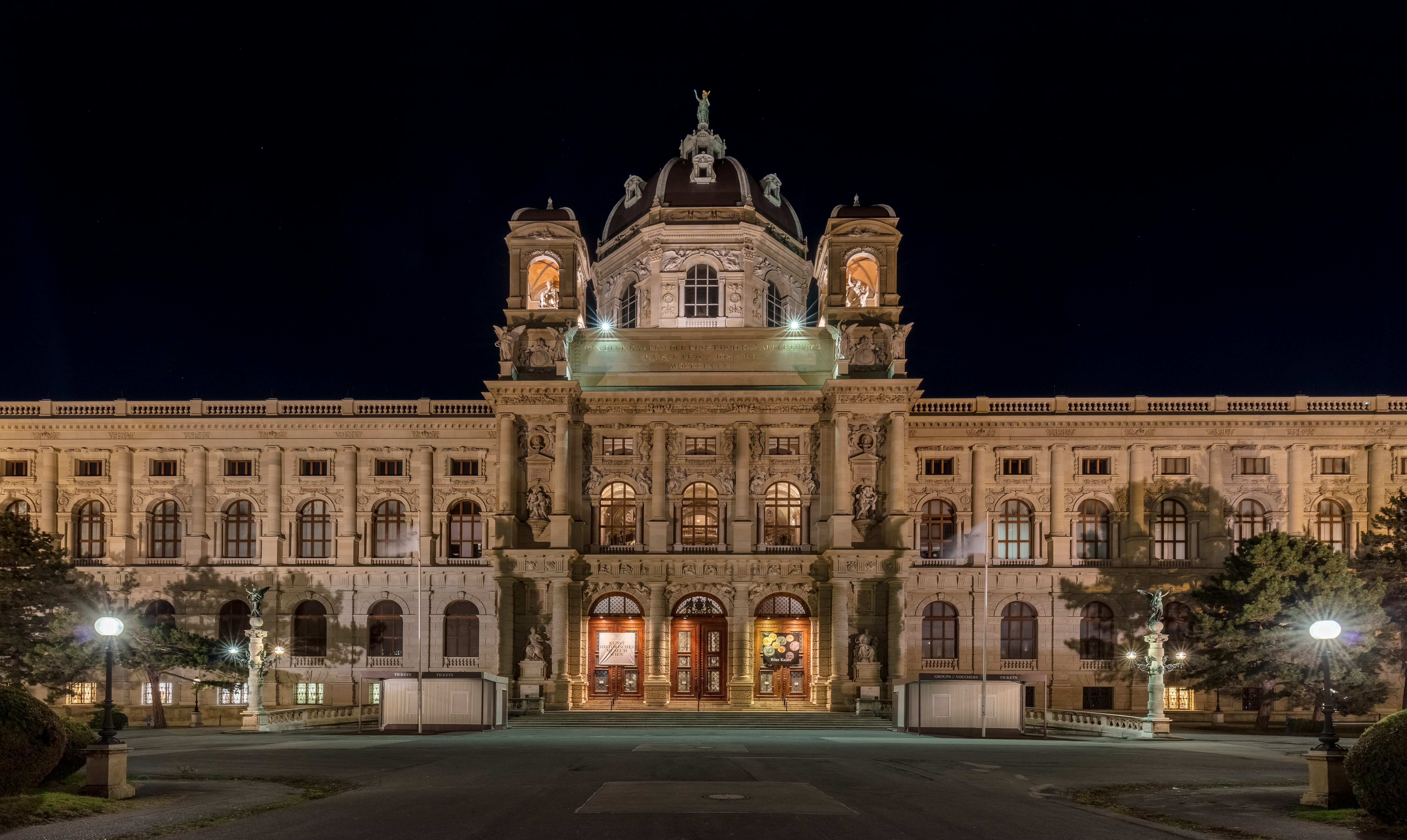
Vista nocturna.
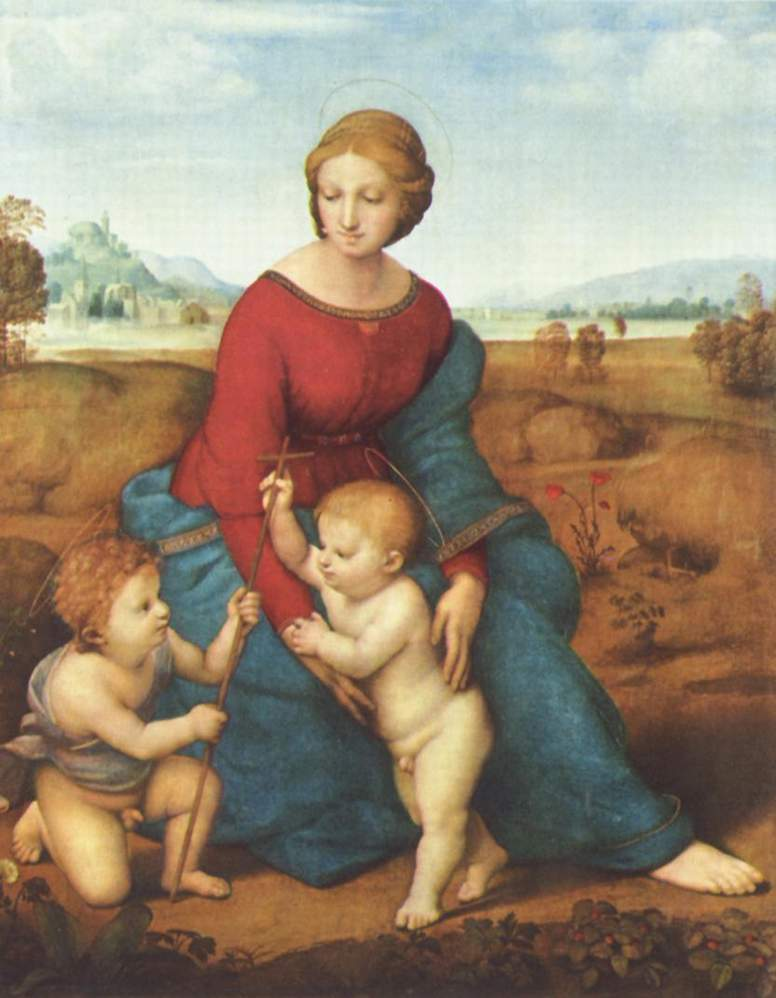
Virgen del prado por Rafael.
La torre de Babel por Brueghel el Viejo.
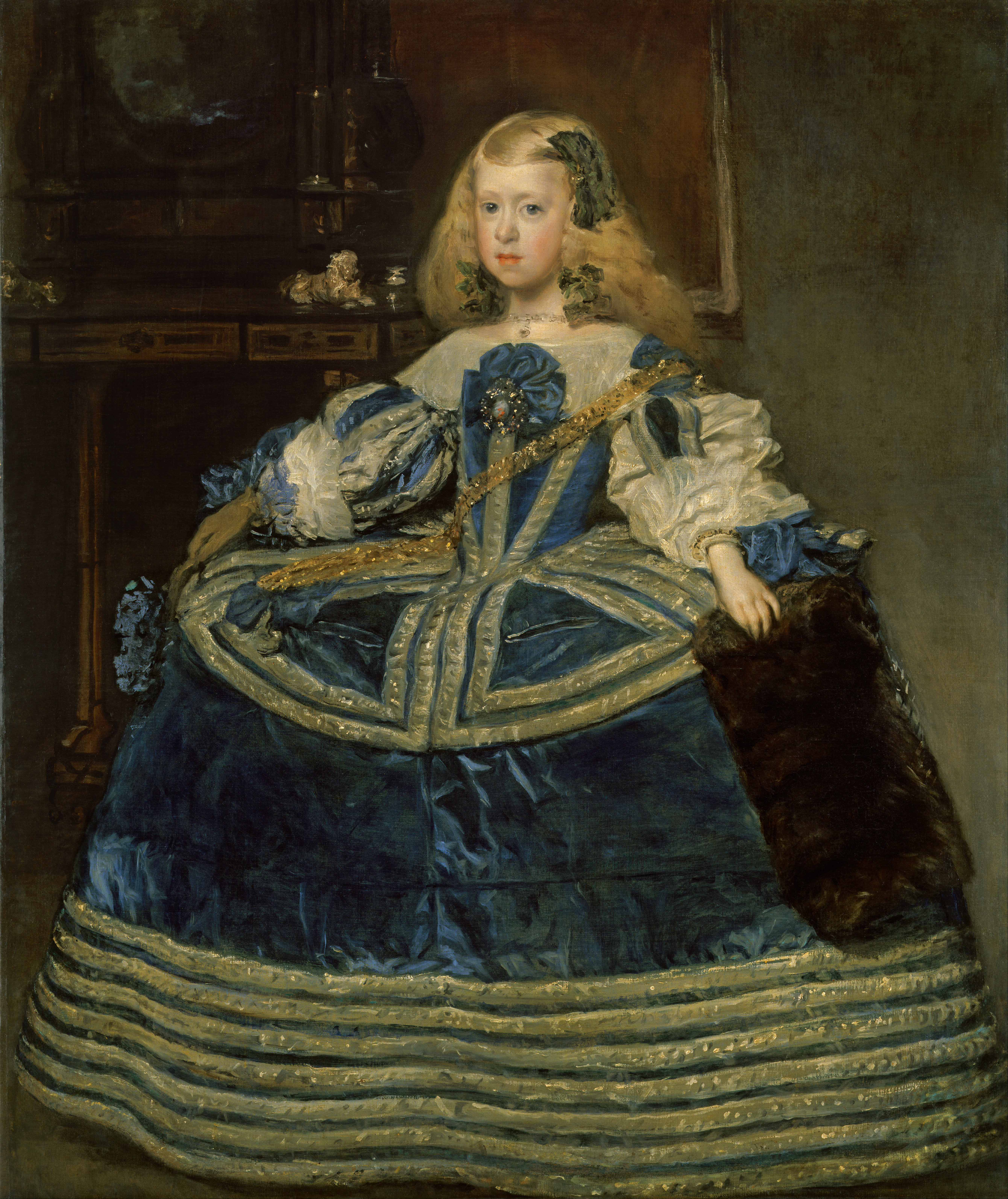
La Infanta Margarita en azul por Velázquez.
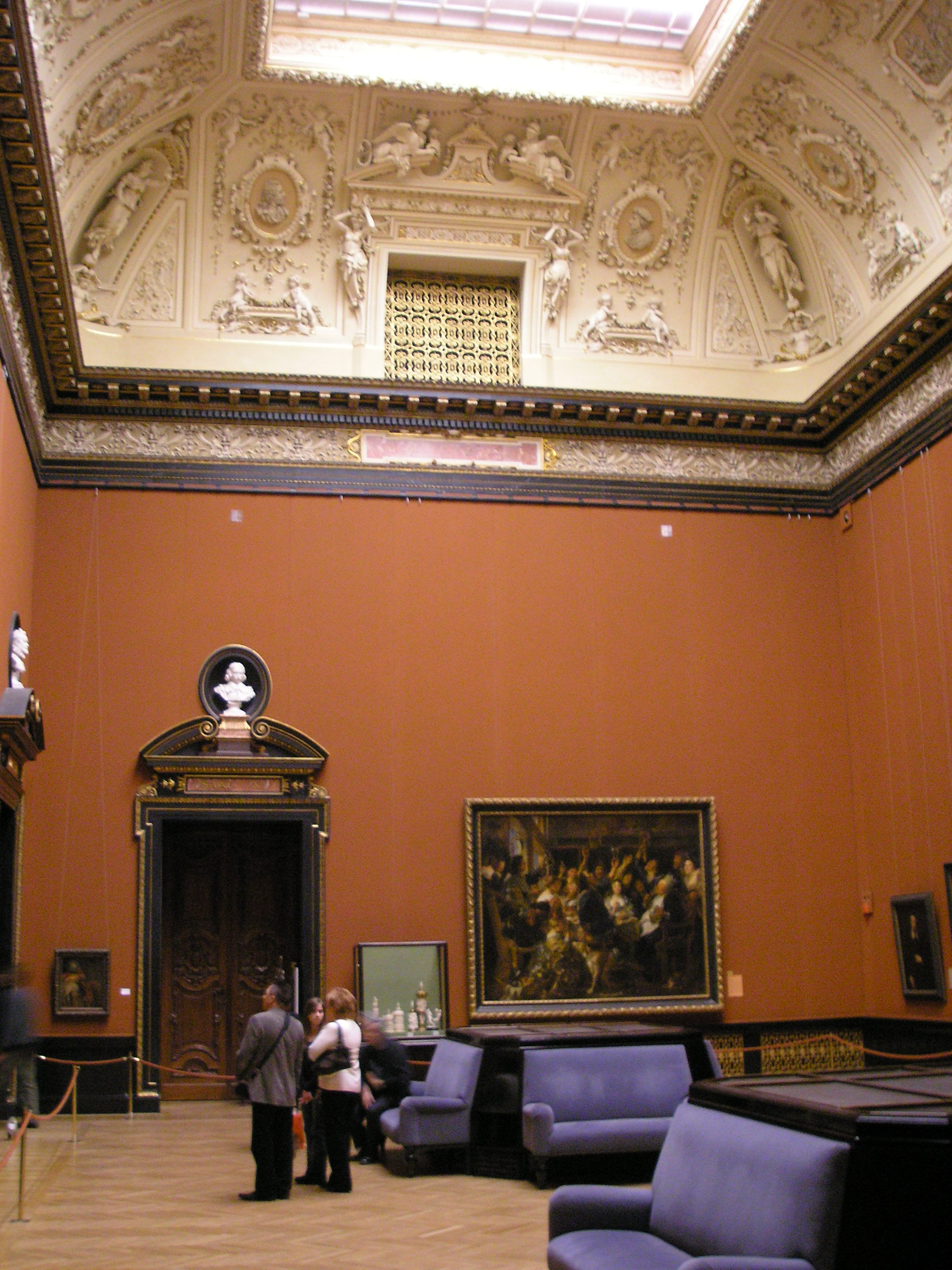
Una de las galerías.
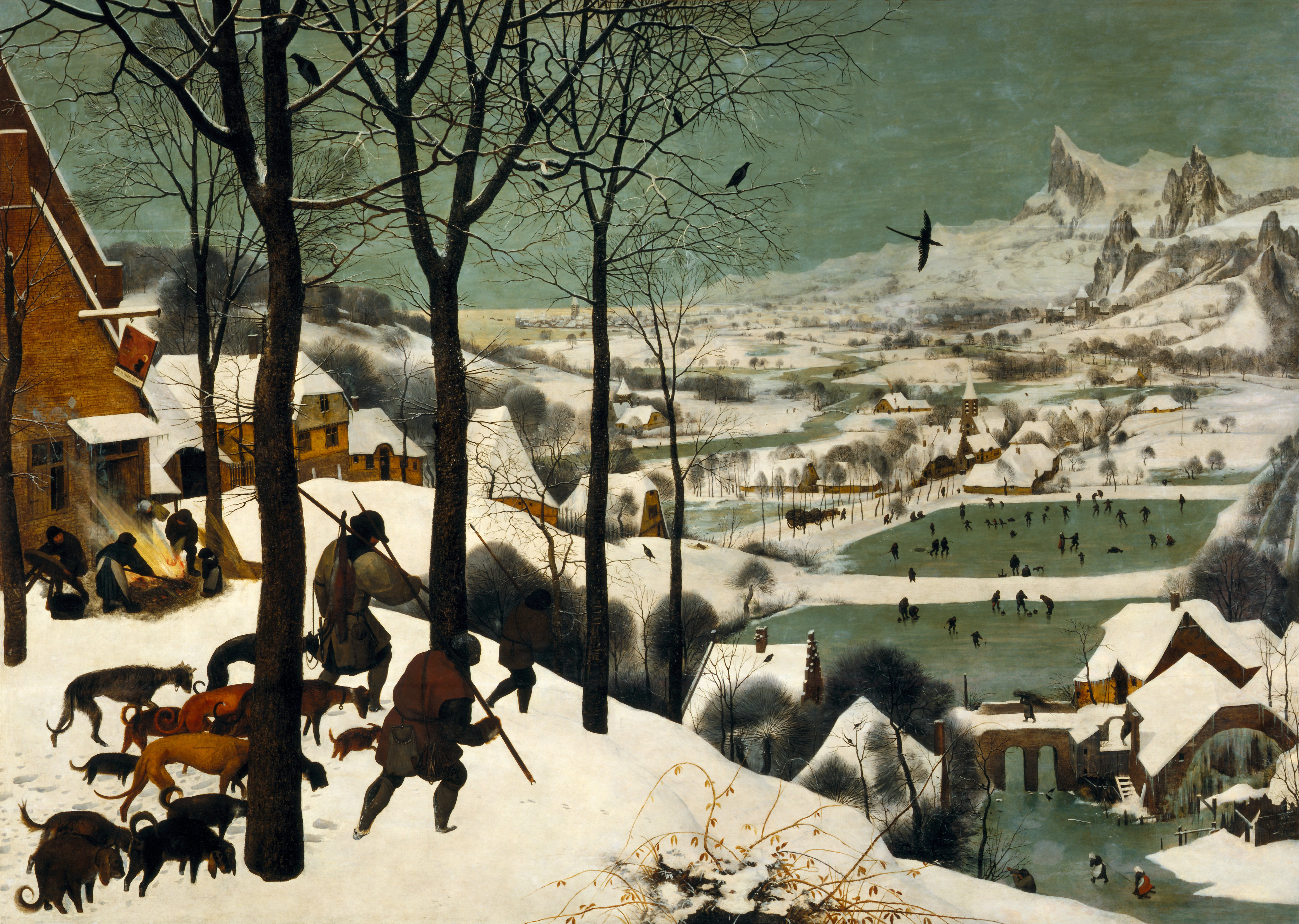
Los cazadores en la nieve de Pieter Brueghel el Viejo

## Curiosidades
Una de las más importantes esculturas del museo, el Salero de Francisco I de Francia de Benvenuto Cellini, fue robada el 11 de mayo de 2003 y recuperada el 21 de enero de 2006, en una caja enterrada en un bosque cerca de la ciudad de Zwettl, Austria. Había sido el robo de arte más importante de la historia de Austria.
Una selección de obras del museo, formada por unas 73 pinturas y más de un centenar de objetos diversos, se expuso temporalmente en el Museo Guggenheim de Bilbao en 2008.